# ミルフィーユカツ

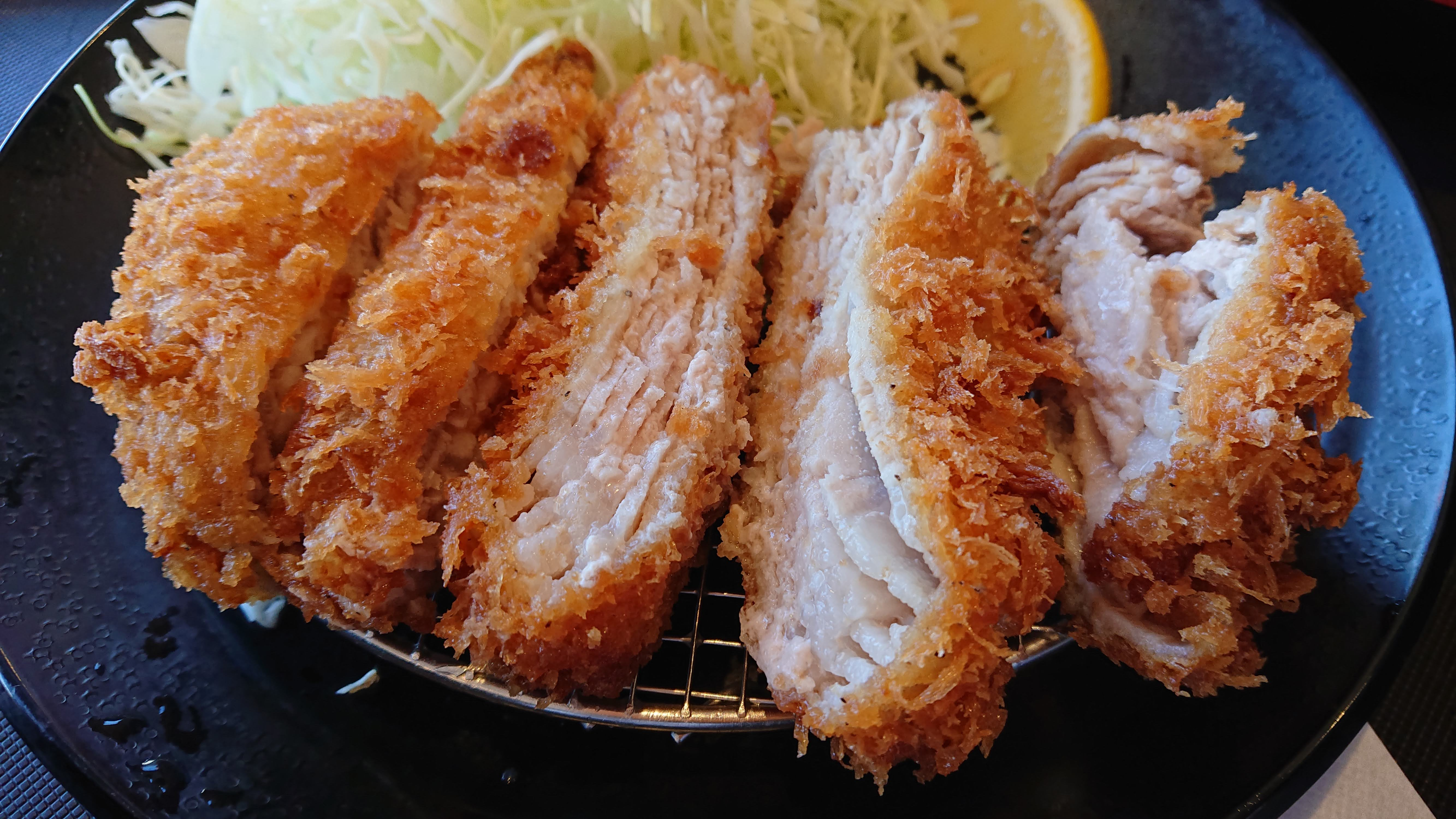
ミルフィーユかつ

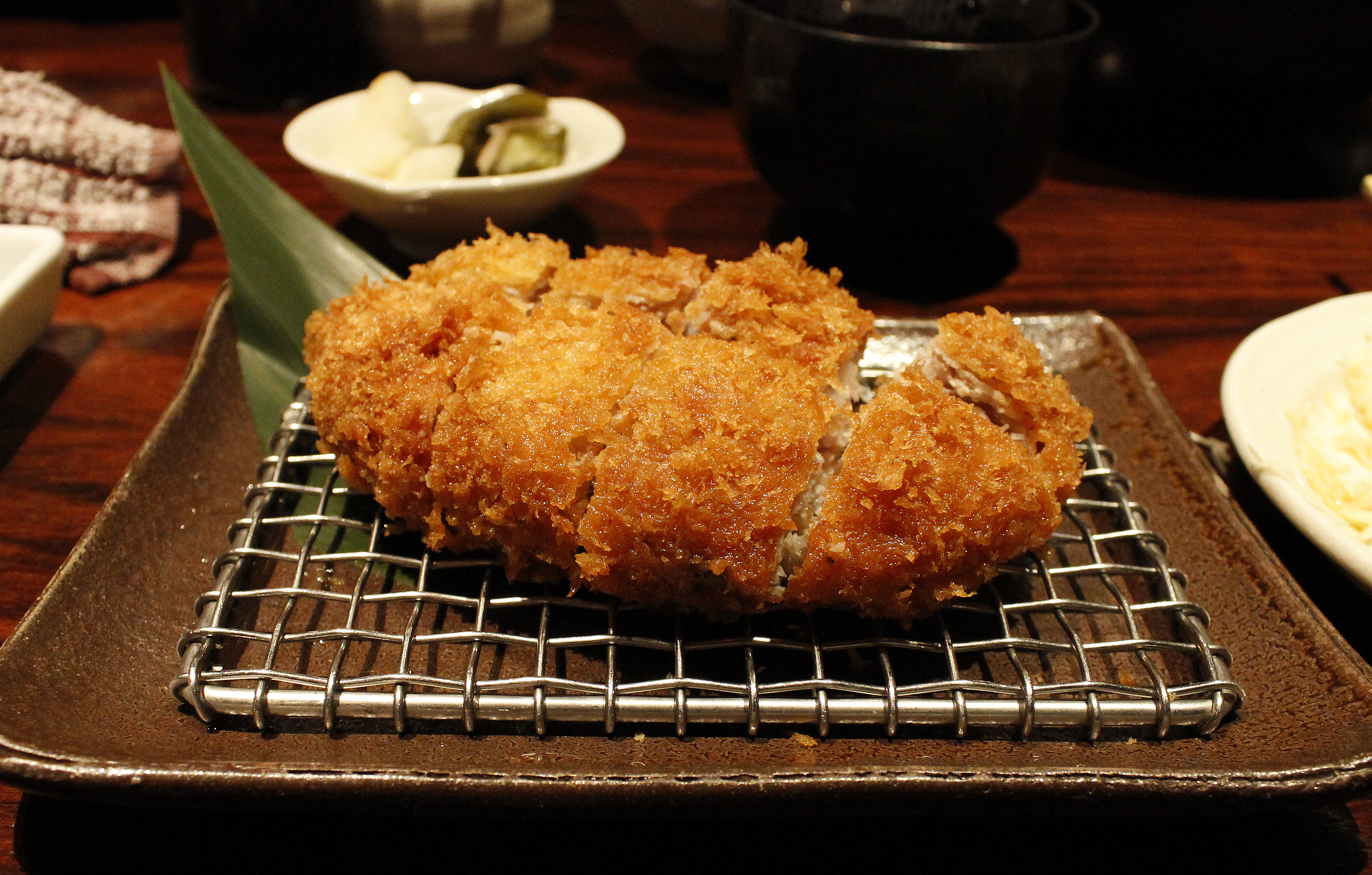
ミルフィーユとんかつ

ミルフィーユカツは、薄切りの豚肉を複数枚重ね、小麦粉、溶き卵、パン粉の衣をつけ油で揚げた日本の料理。元々は、横浜旭区卸本町の三裕(現在はきむかつ舎しゃり銀として営業中)が発祥とされている。ミルフィーユとんかつ、重ねとんかつとも呼ばれる。シュニッツェルに調理法は似るが、使用する油の量が異なる。
ミルフィーユ (フランス語: mille-feuille) はフランス語で千枚の葉を意味し、この名がつけられた洋菓子の断面にカツの断面が類似していることから呼ばれる。キムカツ（キムカツの名で提供）、ゲンカツ（ゲンカツの名で提供）、かつや、松のやオリジン東秀（ミルカツの名で提供）等のチェーン店のほか、全国の豚カツ店の変り種メニューとして見られる。コンビニエンスストア・ファミリーマートではおにぎりの具として用いたものが販売されている。また、日本国内での豚バラ肉の入手の容易さから、家庭料理としても普及しつつある。日本ハム等から冷凍食品も発売されている。

## バリエーション
- チーズミルフィーユカツ - 豚肉の間にチーズを挟んで揚げるミルフィーユカツ。揚げた際にチーズが溶けて独特の食感が楽しめる。
- 青じそミルフィーユカツ - 豚肉の間に紫蘇の葉を挟んで揚げるミルフィーユカツ。梅肉を一緒に挟むケースもある。
- ハムのミルフィーユカツ - 豚肉の代わりに薄切りのハムを使用する。ハムカツの変種とも言える。
- キムカツ - 「低温の油でじっくり8分揚げ、さらに縦置きにして2分間蒸らす」ことが通常のミルフィーユカツと異なると、同店HPで謳っている[3]。複数の付け合せフレーバー（黒ゴマ、ニンニク等）があり、おろしポン酢を掛けて食べる。